# 內閣總理大臣官邸
內閣總理大臣官邸（日语：／ Naikaku Sōri Daijin Kantei */?），又稱總理大臣官邸、總理官邸，是日本內閣總理大臣（首相）的辦公場所，位於東京的永田町。通稱首相官邸（／ Shushō Kantei），又因日本以「官邸」命名的處所僅此一地，所以也常直接以「官邸」簡稱。
官邸只是內閣總理大臣的辦公廳舍，而住所則是位於相同用地內、與官邸相鄰的內閣總理大臣公邸。

## 初期
總理大臣官邸表示其前身是日本內閣制度確立至1929年舊官邸建成期間使用的太政大臣官舍，爲西式二層木房。佔地2390平方公尺，是1890年最大的大臣官舍。1923年關東大地震時，相鄰的中華民國公使館遭受火災，官舍倖免於難。但藤木龍也等人在2007年發表的太政大臣官舍詳細調查論文顯示，太政大臣官舍是時任太政大臣三條實美自1878年起的住所，1885年隨內閣制度開始而成爲內大臣三條的公邸，1888年起用作樞密院事務所，是西式二層煉瓦房及之後加建的日式房屋並列，位於現今國會議事堂前庭附近。
因此舊官邸建成以前使用的建築仍有很多不確定之處。

## 1929年舊官邸

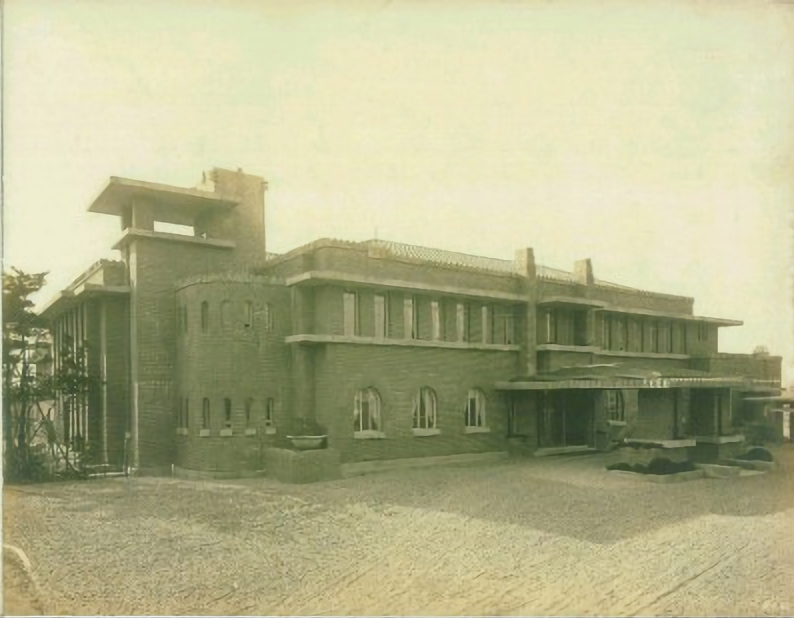
舊官邸完工時的樣貌

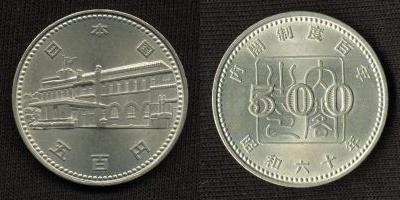
內閣制度創始100週年紀念500日圓白銅幣的正面是舊官邸

舊官邸融入了大正末至昭和初年間流行的装饰风艺术、表現主義等建築樣式。其樣式因與聞名於舊帝國飯店本館設計的弗蘭克·勞埃德·賴特相似，也稱賴特風，實際則由當時大藏省營繕管財局工務部工務課第二製圖係長下元連設計。於1929年3月18日竣工，是鋼筋混凝土結構，共4層（地上3層，地下1層），總面積7,000平方公尺。
舊官邸已被整體移動，並改建爲總理大臣公邸，2005年起投入使用。
- 位於現今國會記者會館的正門
- 玄關大廳
- 總理辦公室
- 大舞廳

## 現在

總理大臣官邸樓層剖面

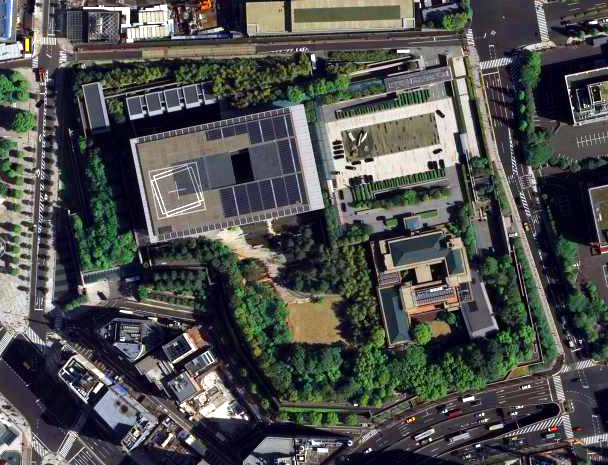
總理大臣官邸（中央左上）航拍。與總理大臣公邸（中央右下）位於同一用地内且相鄰（2009年攝）

現在的官邸在小淵惠三首相任內的1999年5月22日動工興建，小泉純一郎首相任內的2002年4月22日起用，為地上5層、地下1層的鋼筋水泥建築，揉合現代主義與和風設計。舊官邸並未被拆，而是改為總理大臣公邸。
5層爲最上層，是內閣總理大臣、副總理、內閣官房長官、內閣官房副長官辦公室，4層是閣議室、內閣辦公室、特別接待室，這兩層職能集中體現爲辦公。3層是辦事處和玄關大廳，2層是接待廳和貴賓室。1層是記者會見室和記者俱樂部等宣傳設施。地下層是危機管理中心。此外地下還有與內閣府廳舍相連的通道，屋頂有直升飛機場。2014年8月，官邸前庭的循環式人工池因設備老化而填平，成了可供直升機使用的綠地。

### 危機管理中心
現在官邸的地下層設有危機管理中心，自2002年4月16日啓用。又稱官邸危機管理中心、内閣危機管理中心。內有對策本部會議室、對策事務室、情報集約室等。
24小時工作，緊急事態發生時，內閣情報調查室的內閣情報集約中心收到速報，並向內閣危機管理監、內閣官房副長官補（事態處理、危機管理）、危機管理審議官報告，接受指令。內閣危機管理監回應狀況，判斷情報連絡室、官邸連絡室、官邸對策室的設置。設置後，會隨状況而改組，如情報連絡室改組爲官邸對策室。對策室等設置後，會根據情況，在內閣設置政府的對策本部。

### 圖集

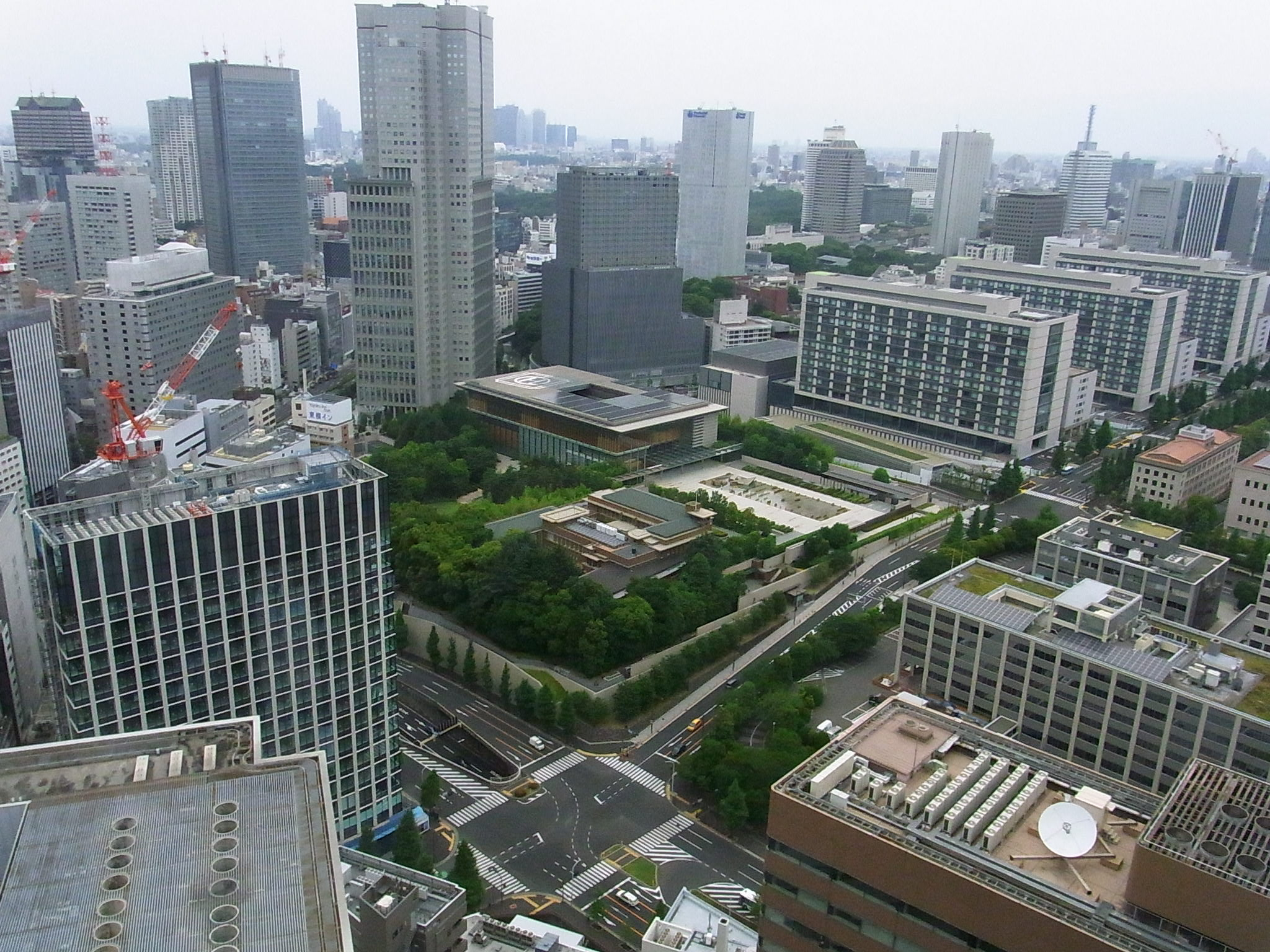
霞關大樓所見官邸（2010年攝）
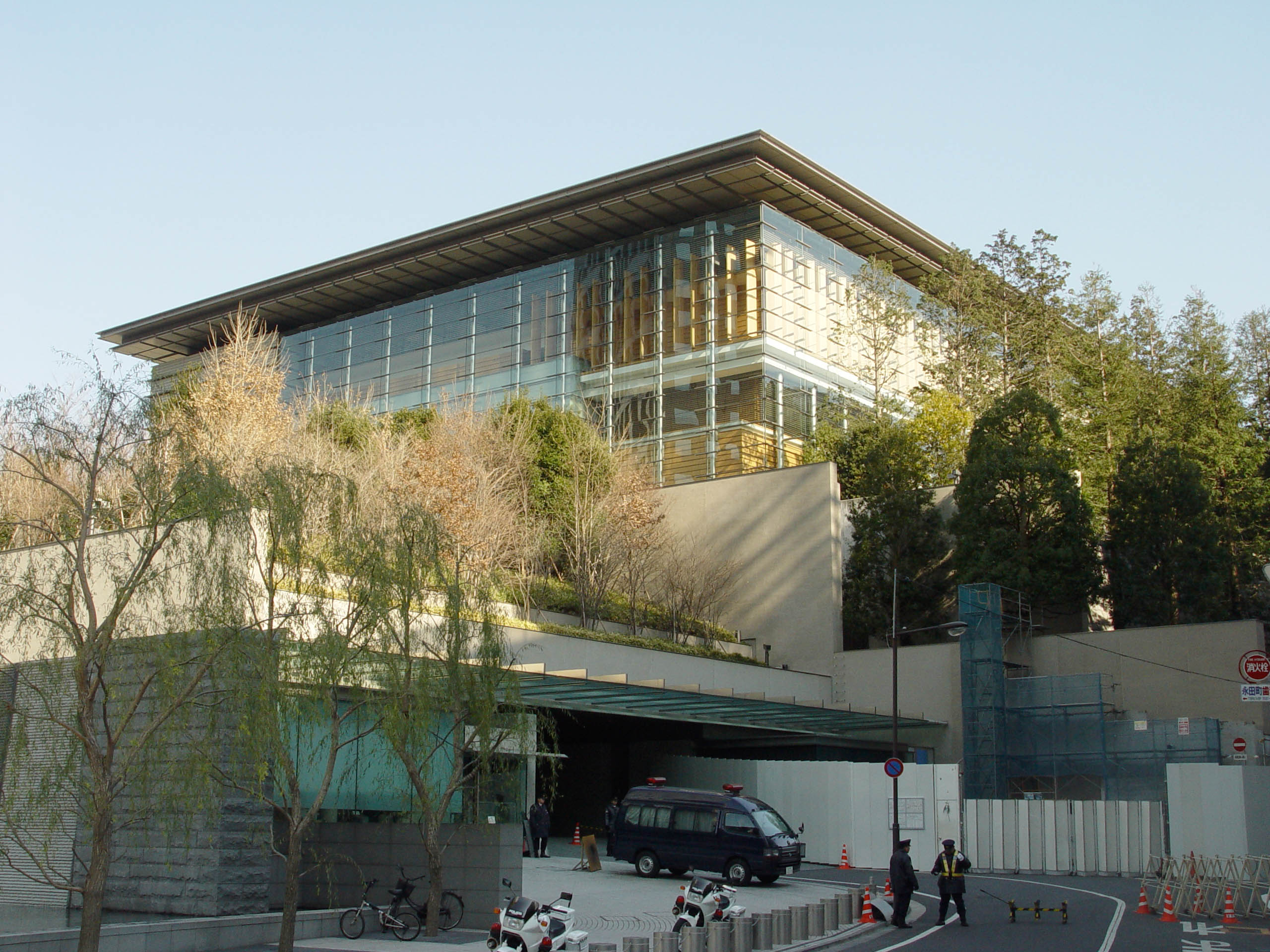
谷側所見官邸
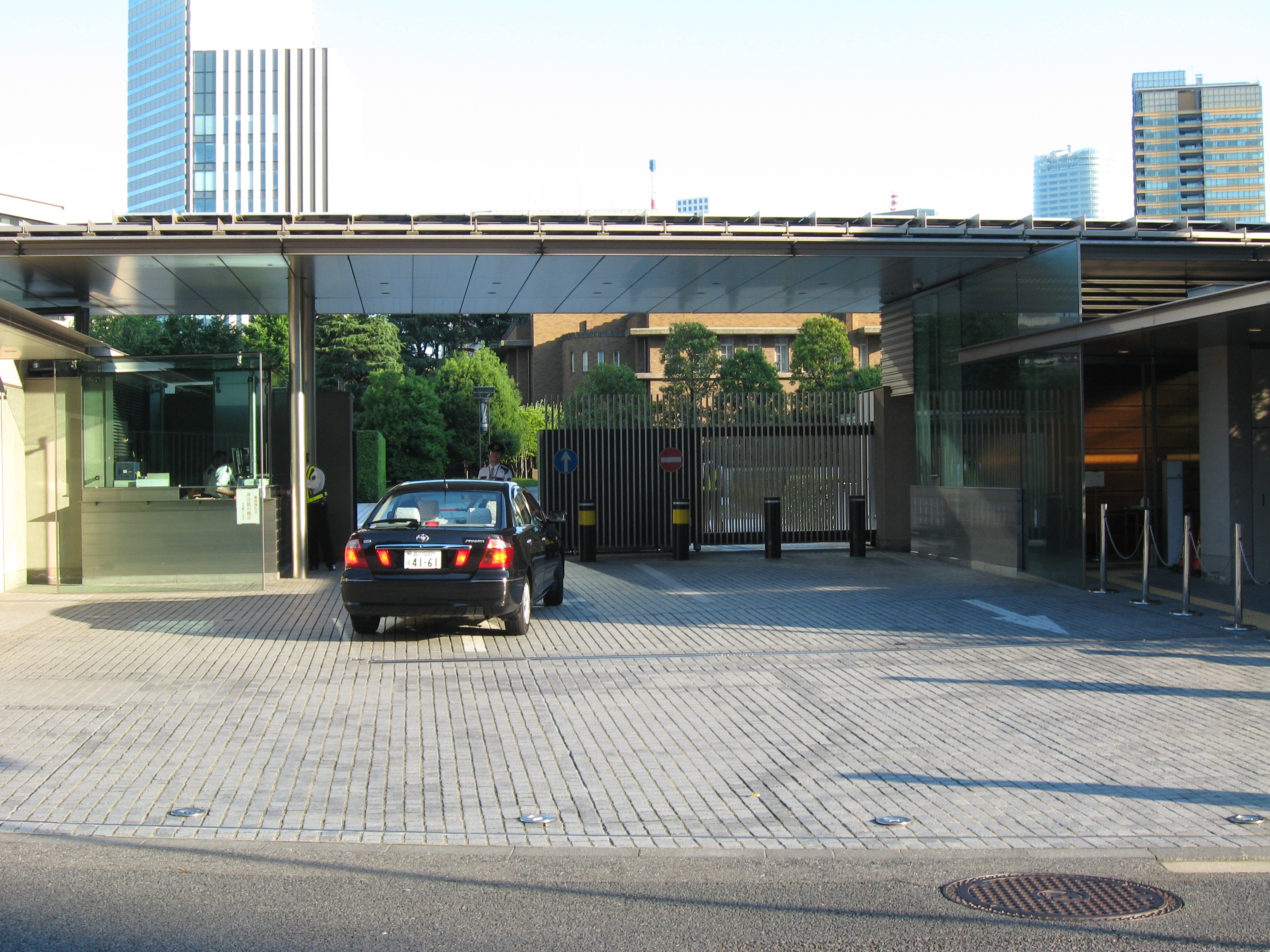
至官邸用地的門
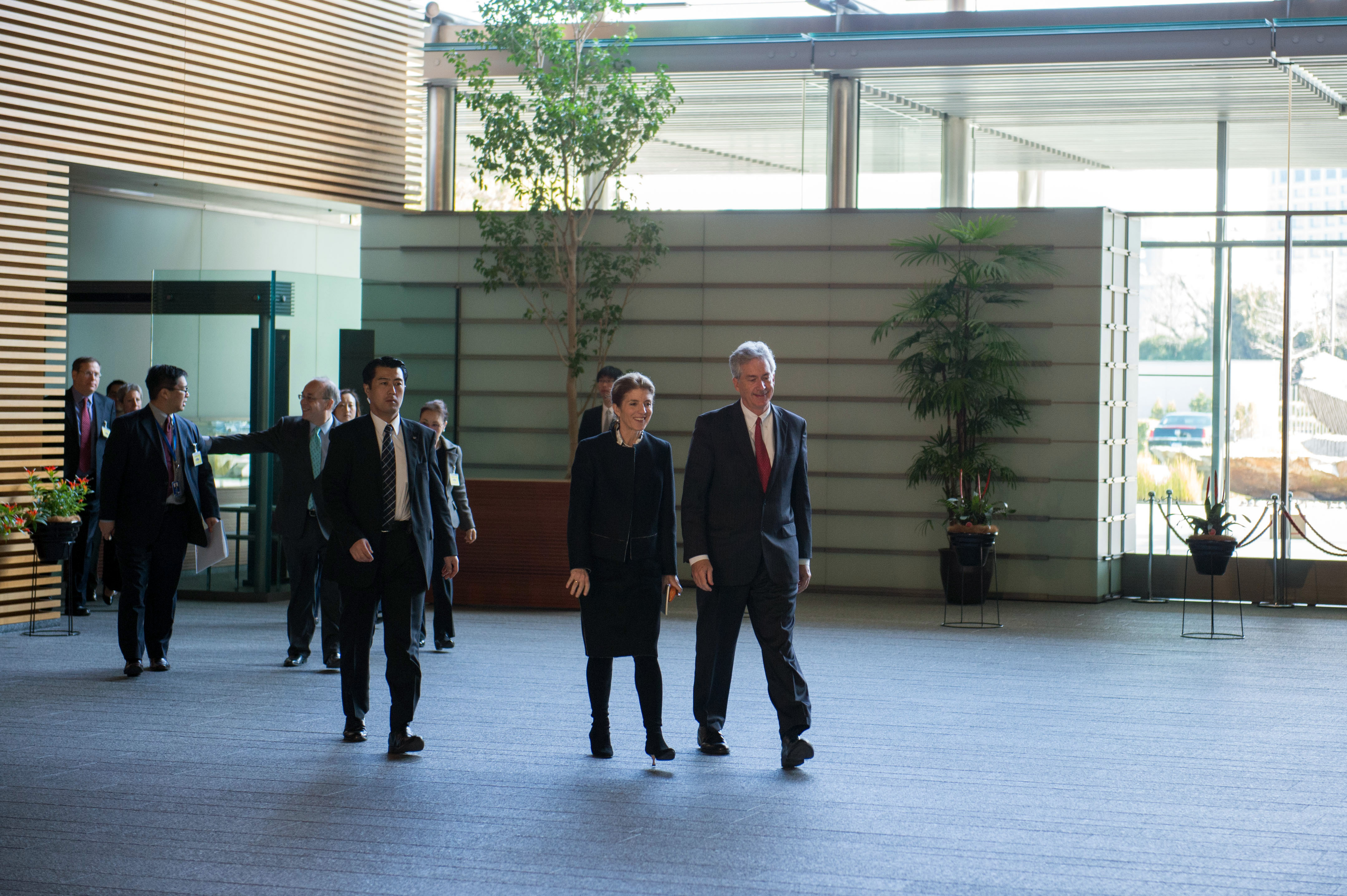
正面玄關
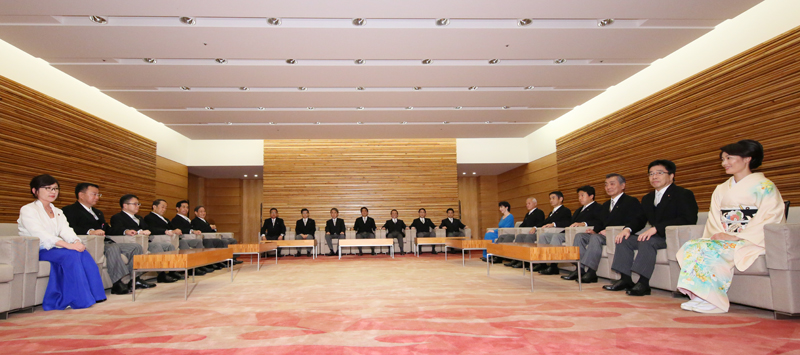
閣僚接待室
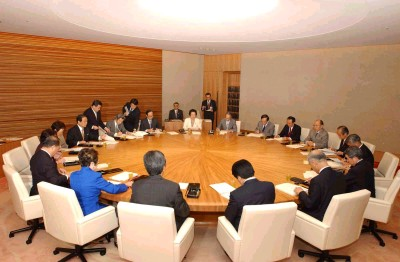
閣議室
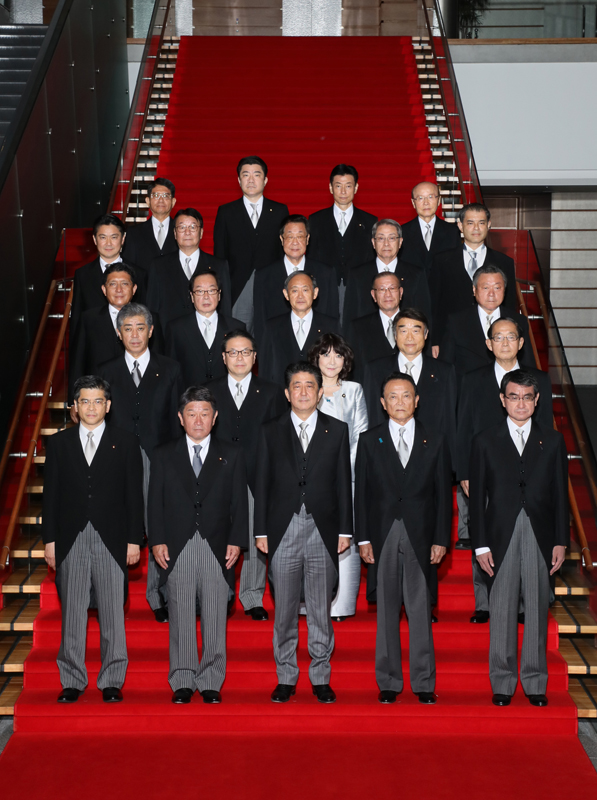
2、3層間的樓梯。組閣後紀念留影
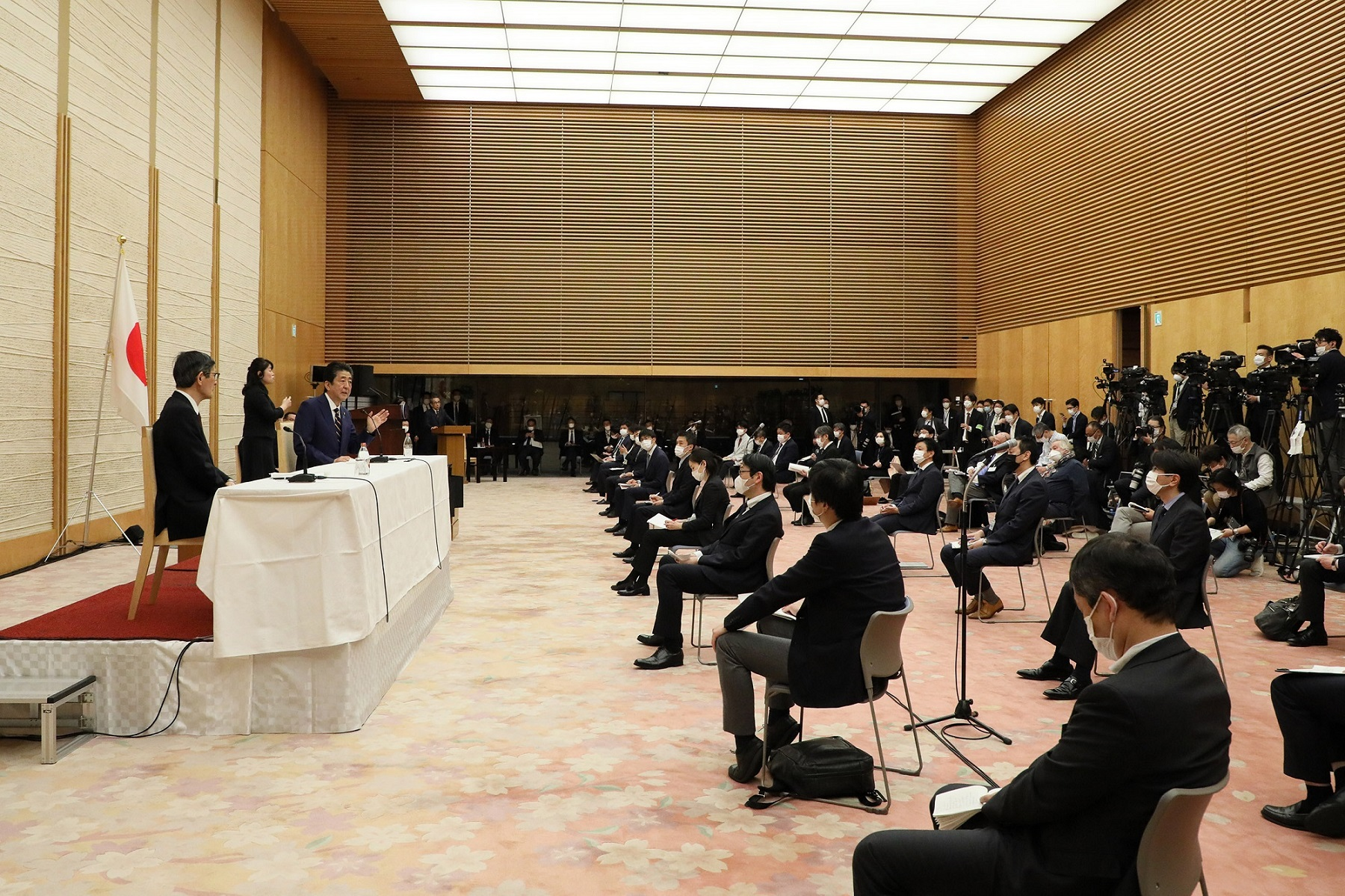
大廳
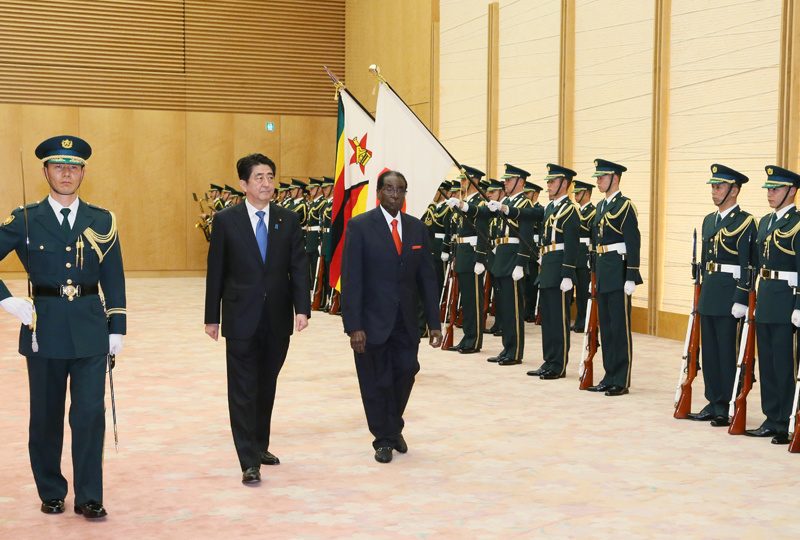
大廳裏的儀仗隊
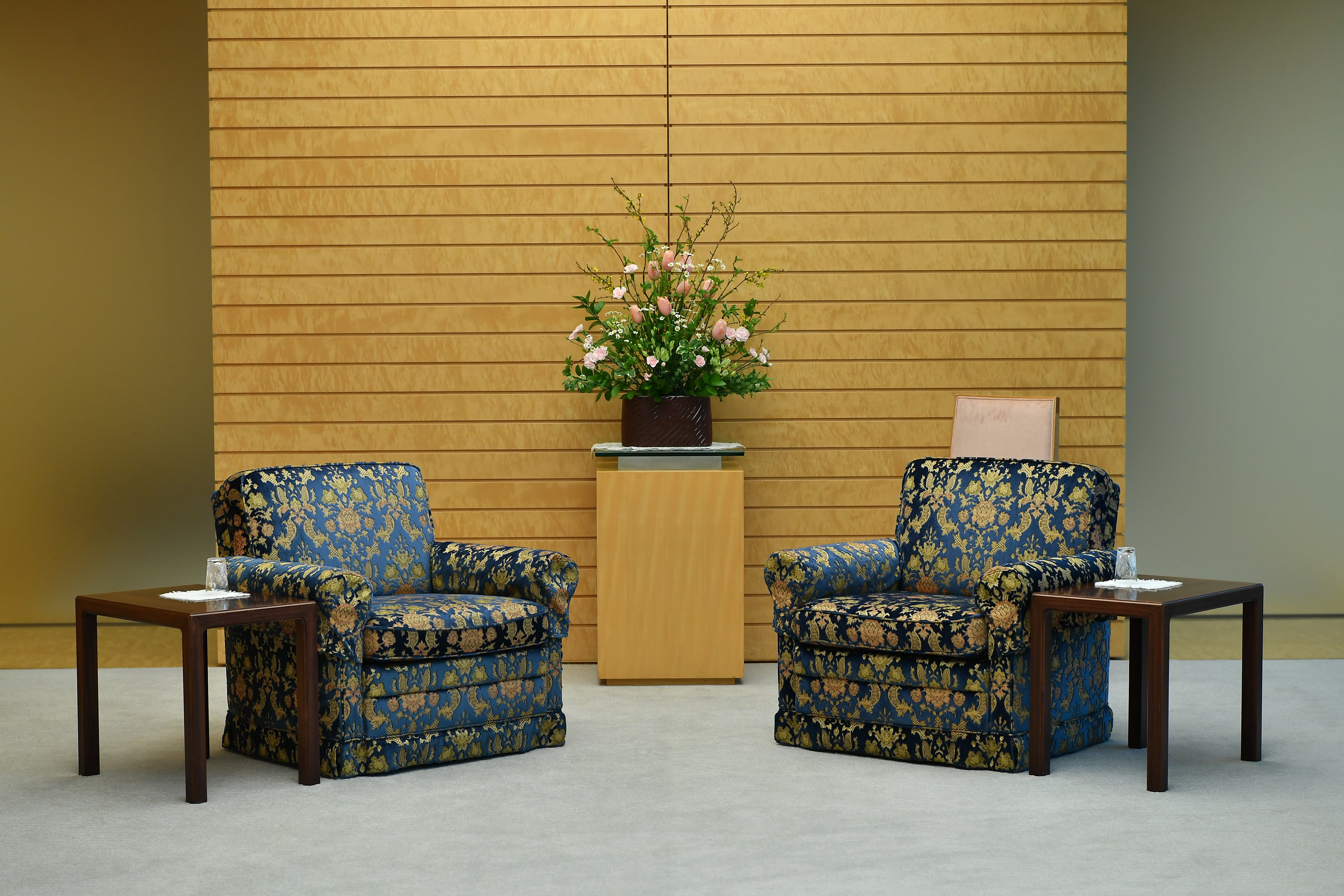
特別接待室
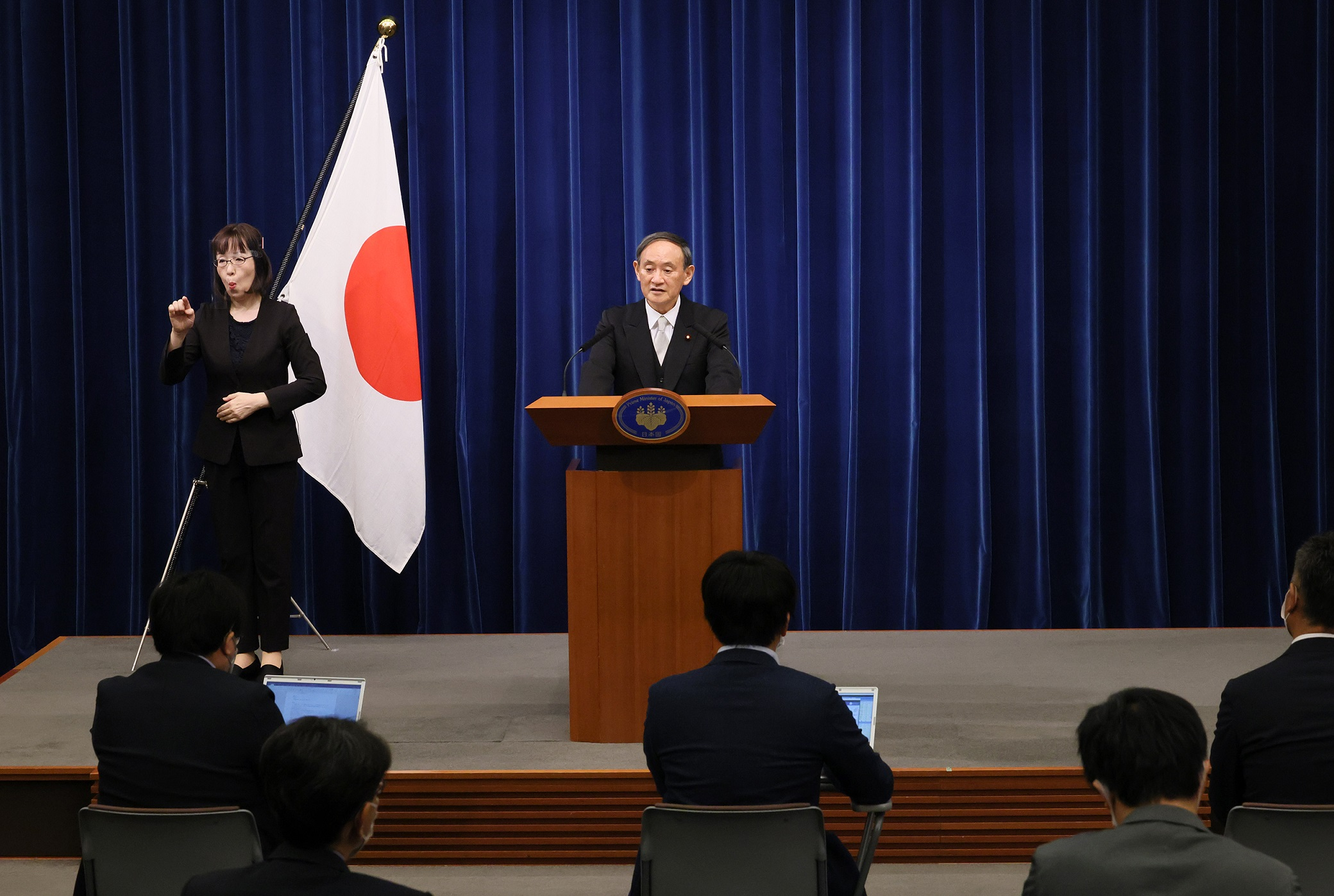
在記者會見室會見內閣總理大臣。背後是總理大臣用的藍簾
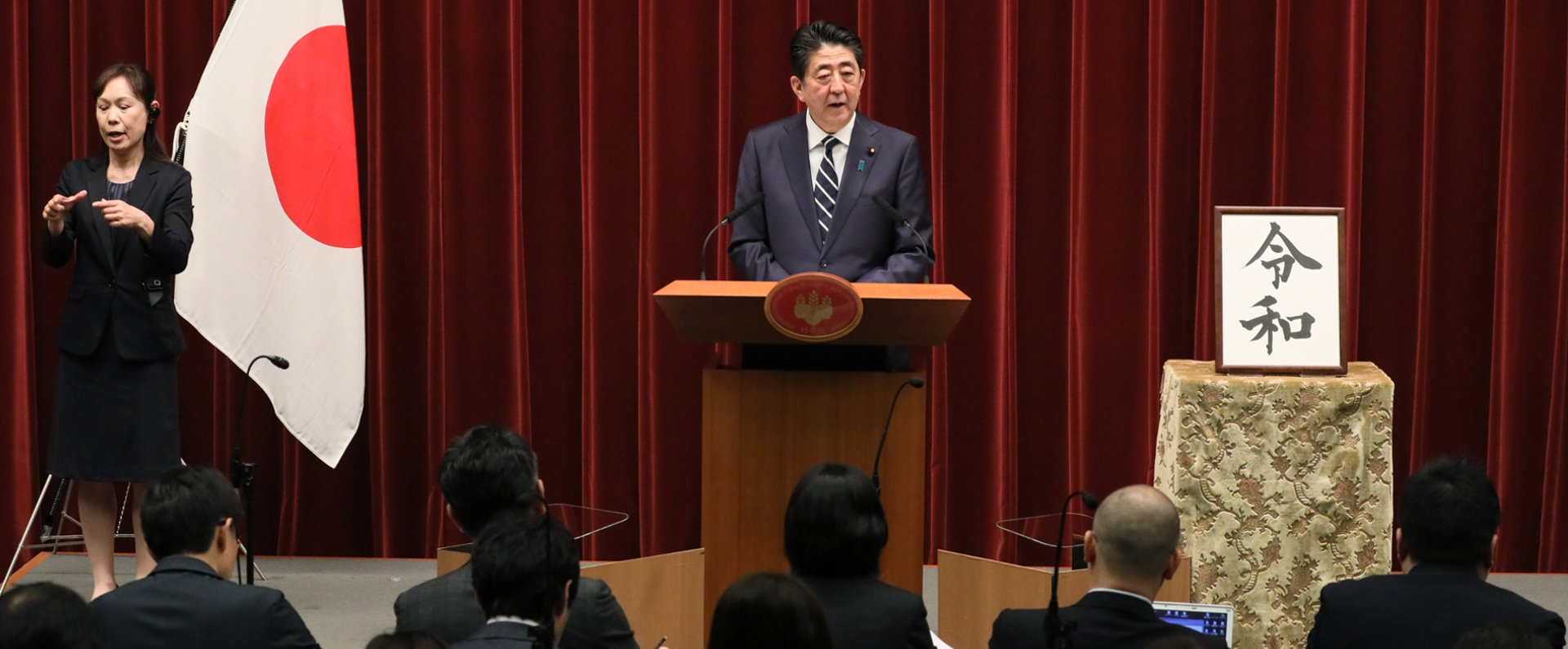
總理大臣用的酒紅簾
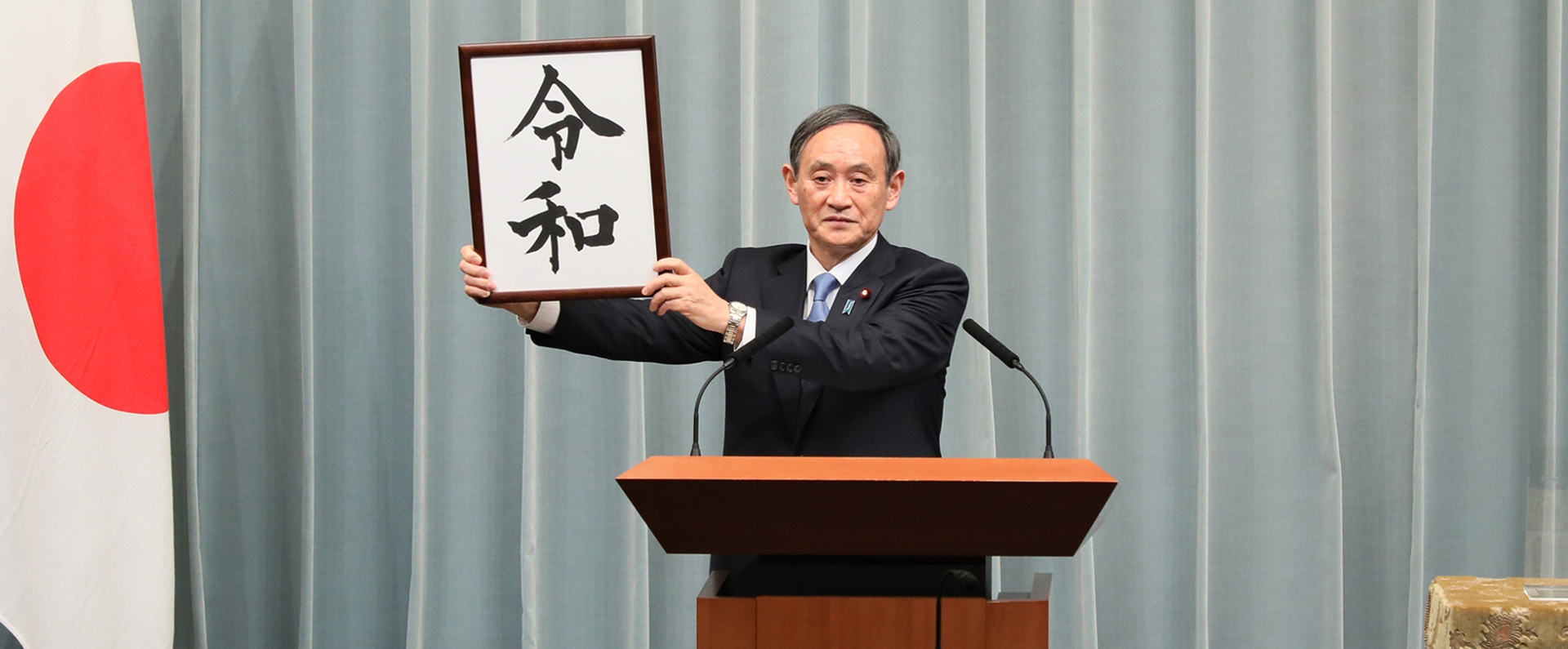
會見內閣官房長官時用的青簾
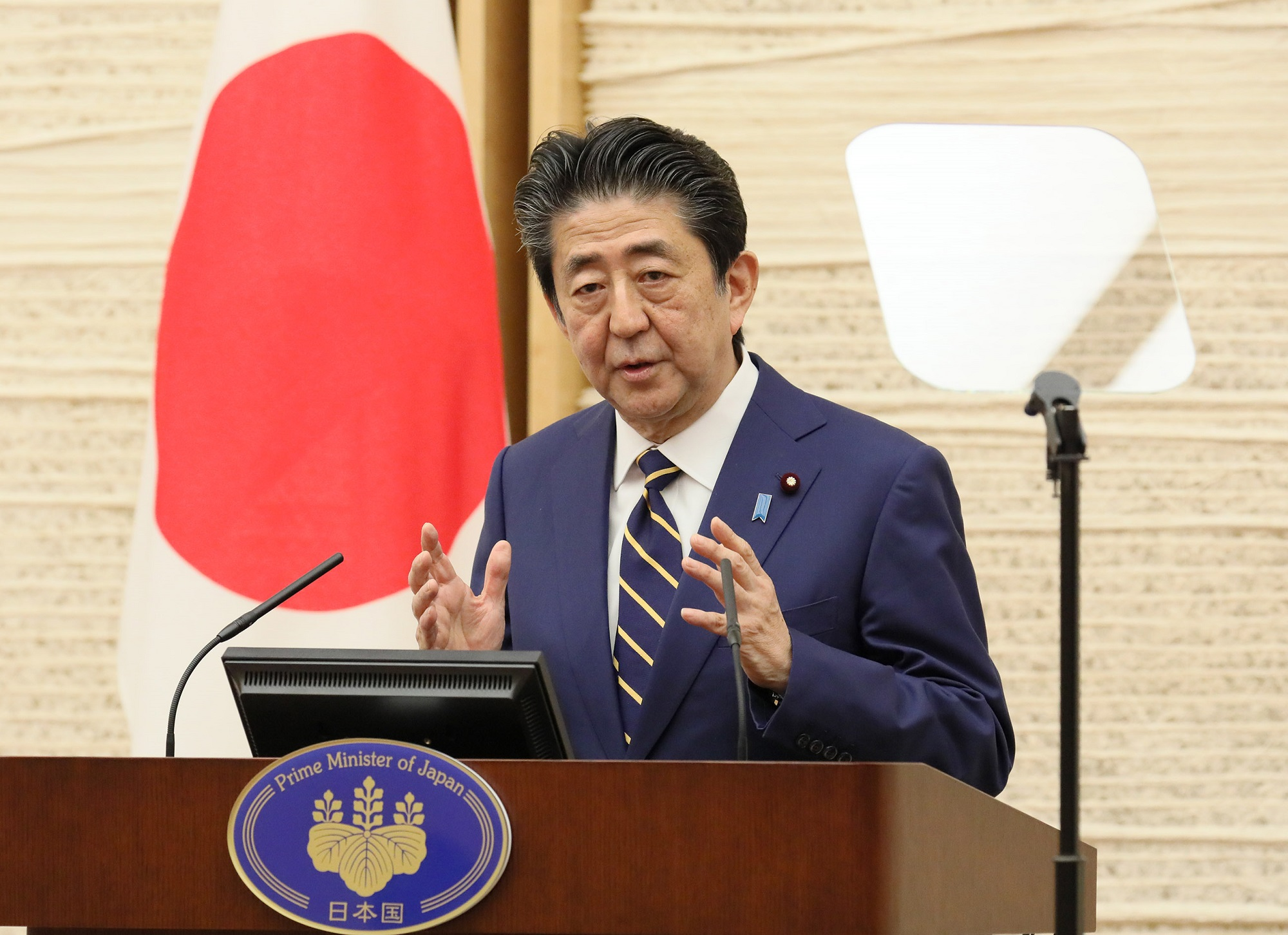
在大廳進行總理大臣記者會見

## 非常時期

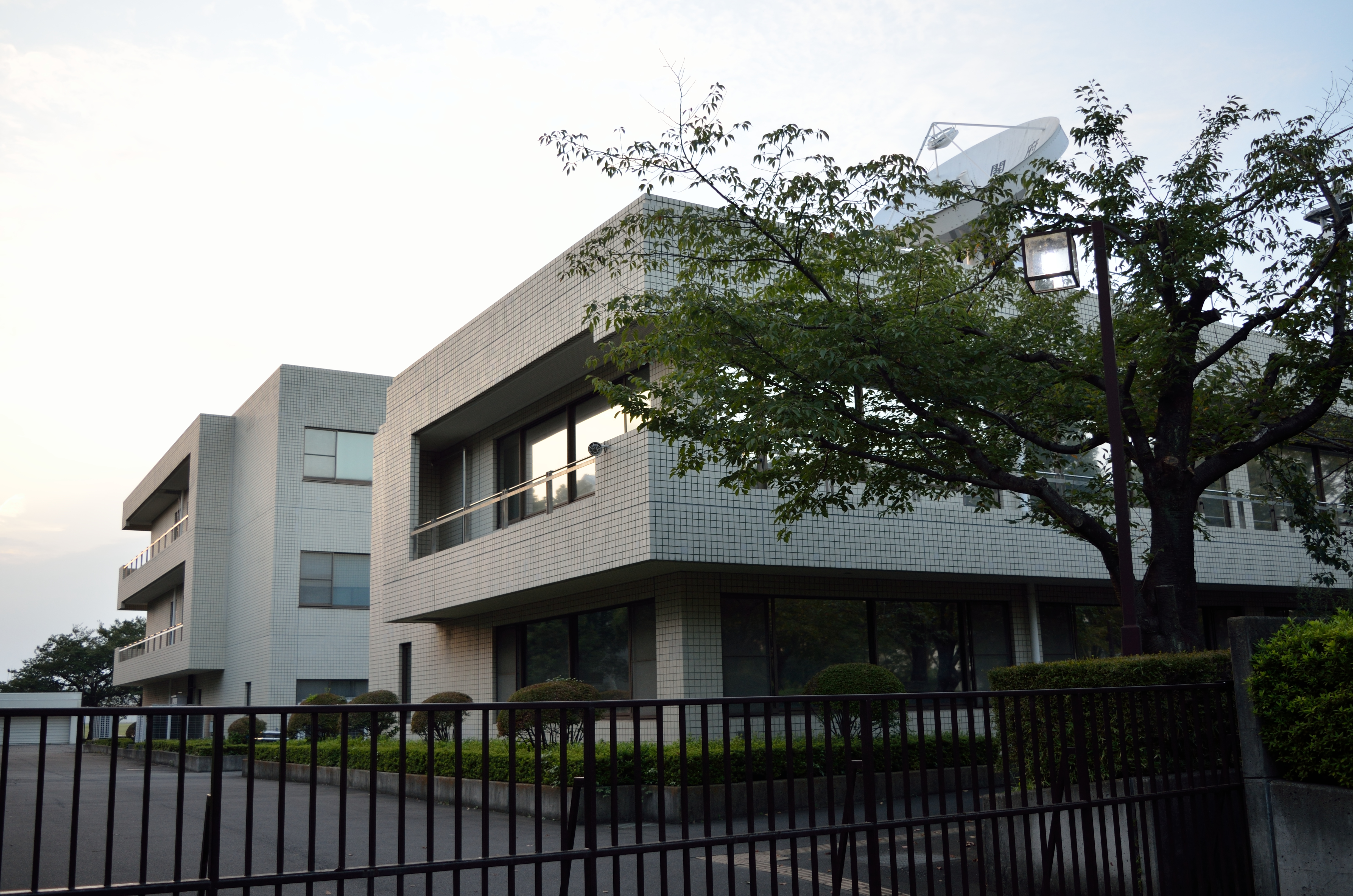
災害對策本部預備設施

東京都立川廣域防災基地內設有內閣府的災害對策本部預備設施。大規模災害（最有可能是震源在東京灣北部的南關東直下地震）發生時，內閣總理大臣擔任本部長，設置國家緊急災害對策本部及事務局；官邸、中央合同廳舍第8號館、防衞省（中央指揮所）都損壞而不能作爲緊急災害對策本部使用時，會在都心以西約30公里的災害對策本部預備設施設置緊急災害對策本部，作爲臨時據點，官邸職能也可能暫時停止。

## 事件
- 五一五事件
- 二二六事件
- 宮城事件
- 首相官邸示威事件
- 安保鬥爭
- 首相官邸無人機墜機事件

### 引用
1. ↑   . 维基文库 （日語）.
2. ↑  .   [2020-10-27]. （原始内容存档于2020-11-02）.
3. ↑  . 首相官邸ホームページ.   [2020-10-27]. （原始内容存档于2020-10-04）.
4. 1 2  . 旧首相官邸バーチャルツアー.   [2020-10-27]. （原始内容存档于2020-10-31）.
5. ↑  藤木龍也; 河東義之.  . 日本建築学会計画系論文集. 2009, 74 (639): 1173–1182. doi:10.3130/aija.74.1173 （日语）.
6. ↑  .   [2020-10-07]. （原始内容存档于2021-02-10）.
7. ↑  藤木龍也; 河東義之; 齊藤健二.  . 日本建築学会計画系論文集. 2007, 72 (621): 187–194. doi:10.3130/aija.72.187_4 （日语）.
8. ↑  . 首相官邸ホームページ.   [2020-10-27]. （原始内容存档于2021-02-13）.
9. ↑  YouTube上的
10. 1 2  . 中央防災會議. 2002-05-10  [2018-09-17]. （原始内容存档于2021-04-17）.
11. ↑  . 2012-04-18  [2018-09-17]. （原始内容存档于2013-02-09）.
12. 1 2  . 内閣官房ホームページ.   [2018-09-17]. （原始内容存档于2021-04-25）.
13. 1 2   (PDF). 2018-03-03  [2018-09-17]. （原始内容 (PDF)存档于2021-04-17）.
14. ↑  . 内閣府.   [2020-10-27]. （原始内容存档于2021-02-21）.
15. ↑  . 内閣府.   [2020-10-27]. （原始内容存档于2021-04-17）.

### 來源
- 大須賀瑞夫.  . 朝日Sonorama. 1995. ISBN 4257034092 （日语）.
- 石原信雄.  . 中央公論社. 1997 （日语）.
- 南野真宏.  . Poplar社. 2015 （日语）.

## 外部連結
- 官方网站
- YouTube上的
- 內閣總理大臣官邸的X（前Twitter） 
  - PM's Office of Japan的X（前Twitter）（英文）
  - 首相官邸（災害危機管理情報）的X（前Twitter）
  - 首相官邸（受災者應援情報）的X（前Twitter）
- 內閣總理大臣官邸的Facebook專頁
- 內閣總理大臣官邸的Instagram帳戶